# Îlet à Gourde
L'îlet à Gourde aussi nommé L'Éperon ou Le Rocher de l’Éperon, est un îlet inhabité de Guadeloupe, appartenant administrativement à Saint-François.
L'appellation îlet à Gourde comprend l'îlet proprement dît et le rocher nommé L'Éperon ou Le Rocher de l'Éperon, plus au large.

## Description
Situé au nord de la pointe des Châteaux, à fleur d'eau, il s'étend sur environ 59 m de longueur pour une largeur approximative de 44 m.